# キルヒリンテルン
キルヒリンテルン  (ドイツ語: Kirchlinteln) は、ドイツ連邦共和国ニーダーザクセン州のフェルデン郡に属す町村（以下、本項では便宜上「町」と記述する）である。

## 地理

### 位置
キルヒリンテルンはフェルデン分で最も広い市町村であり、ハノーファーとブレーメンとの間、ミッテルヴェーザー地方、リューネブルガー・ハイデ、アラー川の氷河谷に挟まれた高台に位置する。現在の町域は南部のアラー川沿いの地域（クラインバーンヴィンケルと呼ばれる）と、キルヒリンテルン中核部もこれに含まれる北部のリンテルナー・ゲースト（フェルデナー・ハイデとも呼ばれる砂地の荒れ地）とに分けられる。中核地区には官公庁、企業、その他の公共機関が存在する。

### 町の構成
この町は以下の17地区からなる。
| - アームゼン - ベンディンクボステル - ブルンスブロック - ハインス - ホーエンアーファーベルゲン - ホルトゥム (ゲースト) - キルヒリンテルン - クレーペン - キューケンモーア | - ルットゥム - ネッデンアーファーベルゲン - オーターゼン - シャフヴィンケル - ゼーリンゲン - シュテンメン - ヴァイツミューレン - ヴィットローエ |

### 近隣の市町村
この町に隣接する市町村は以下の通り: ランクヴェーデル、フェルデン (アラー)、デルフェルデン、ザムトゲマインデ・レーテム/アラー、ヴァルスローデ（ゾルタウ＝ファリンクボステル郡）、フィッセルヘーヴェデ、ザムトゲマインデ・ボーテル、ザムトゲマインデ・ゾトゥルム（ローテンブルク（ヴュンメ）郡）。
| アヒム、ブレーメン          | ローテンブルク (ヴュンメ)、 ツェーフェン | キルヒヴァルゼーデ、 ブーフホルツ・イン・デア・ノルトハイデ |
| フェルデン (アラー)、ジーケ |                                          | フィッセルヘーヴェデ、ゾルタウ                              |
| デルフェルデン、ホーヤ      | レーテム、ハノーファー                   | ヴァルスローデ、ツェレ                                      |

## 歴史
多くの集落の成立が中世に遡る。現在キルヒリンテルンの町に含まれる地域は、初めてフェルデン公領に、三十年戦争後はスウェーデン領ブレーメン＝フェルデン地区に属した。わずかな期間デンマーク領となった後、キルヒリンテルンは1715年にブラウンシュヴァイク＝リューネブルク選帝侯、後のハノーファー王国の一部となった。普墺戦争後、1866年からハノーファー王国はプロイセンに併合され、1946年までプロイセンの州となっていた。1874年に鉄道アメリカ線が開通するとキルヒリンテルンは観光地として発展した。20世紀に入るまでキルヒリンテルンの首邑は公式には「グロースリンテルン」と称していた。この町は1946年に再び設けられたハノーファー州の一部となったが、この州は同じ年にブラウンシュヴァイク州、シャウムブルク＝リッペ州、オルデンブルク州と合併してニーダーザクセン州が成立した。第二次世界大戦後は、東プロイセン、ポンメルン、シュレージエン、ズデーテン地方から多くの難民が現在の地域内に定住した。1970年代の市町村再編で、フェルデン郡東部の17町村が合併して単一自治体キルヒリンテルンが形成された。町名は最大集落のキルヒリンテルンが採用され、行政機能もこの集落に置かれた。アウトバーンA27号線からアクセスが良好で、ブレーメンやハーフェンに短時間で往き来できることから。時代とともに新しい住民が増加した。田舎でありながら近隣の大都市に短い通勤時間で通えることがその要因である。

## 宗教
キルヒリンテルン地区とヴィットローエ地区にはプロテスタント・ルター派の教会組織がある。ブルンスブロック地区には独立福音ルター派教会がある。この町のカトリック信者はフェルデンの首席司祭区に属す。この他、比較的大きな宗教グループとしては、エホバの証人、バプテスト教会、自由教会やイスラム教が挙げられる。これらのグループは主に所在地であるフェルデンの宗教組織に所属する。

## 行政

### 町議会
町議会は26人の議員からなる。

### 紋章
図柄: 赤地と金地に左右二分割。向かって左は、端から端まで貫く細いラテン十字。向かって右は青い鋤。

### 旗
この町の旗の色は、紋章の色と同じ、赤 - 金 - 赤である。

### 姉妹都市
- シェーンハウゼン (エルベ)（ドイツ、ザクセン＝アンハルト州）1991年
- レトヴィツェ（チェコ、南モラヴィア州）2003年

## 文化と見所

### 博物館
- 保存鉄道 フェルデン - キルヒリンテルン＝シュテンメン

### 建築
- キルヒリンテルン地区の聖ペトリ教会。1798年建造。12世紀の塔を持つ。
- ヴィットローエ地区の聖ヤコビ教会。1894年建造。
- ヴィットローエ地区のカピテルハウス
- ブルンスブロック地区の教会（独立福音ルター派教会）
- シュモミューレンのオランダ風車（ミュラーハウス文化センター）
- 18世紀の家屋や古い穀物倉庫が遺るキルヒリンテルン中心部の街並み
- キルヒリンテルン地区の旧消防署
- オーターゼン地区のアラー川フェリー（夏期、自転車は乗船可能）
- リントホープ記念碑
- ルトゥムとヴァイツミューレンとの間（北緯52度54分34秒 東経09度18分21秒 / 北緯52.90944度 東経9.30583度）に位置するドイツ・テレコムAGの超短波およびテレビ放送用の送信塔（フェルデン・テレビ塔）。高さ225m。
- ホルトゥム・ゲースト付近（北緯52度59分53秒 東経09度16分13秒 / 北緯52.99806度 東経9.27028度）に位置するドイツ・テレコムAGの通信塔。高さ134mの鉄筋コンクリート造り。

### 自然文化財
- リンテルナー・ゲーストの広大な砂地の荒れ地
- 中心部近くのヒューゲルグレーバー・ハイデ
- ヒューゲルグレーバー・ハイデ内の谷間の道
- ブランマー湖
- 「歴史街道」キルヒリンテルン地区とキューケンモーア地区との間の円頭石舗装がなされたオークの並木道

### 年中行事
- 毎年9月の第3週末にキルヒリンテルン地区で「リントラー・リューベンマルクト」が開催される。この市場は1660年に最初の記録が遺る伝統的な祭である。
- アドヴェント第1週末には、キルヒリンテルンの聖ペトリ教会周辺でクリスマス市が開催される。
- 2009年4月からキルヒリンテルンでは週の市が計画されている。

## 経済と社会資本

### 経済
キルヒリンテルンでは農業が重要な役割を演じている。また、田舎ツアーが推進されている。手工業の他、乗り物製造、機械製造、輸送業の企業もある。

### 交通

#### 道路
キルヒリンテルンの町はアウトバーンA27号線（ブレーメン - ヴァルスローデ）に面している。フェルデン東インターチェンジはフェルデン市に位置しているが、キルヒリンテルンからも短時間で利用することができる。州道L171号線（フェルデン - シュネーファーディンゲン）が町域を東西に貫き、リントラー・ゲーストの集落を結んでいる。現在キルヒリンテルン中心部のバイパス道路建設が議論されている。特に現在町内を通っているアウトバーンから産業地域への交通による町の北部・西部の交通渋滞緩和が期待される。

#### 公共旅客交通
キルヒリンテルンは路線バスによってフェルデンと結ばれている。いくつかの地区は、ローテンブルク (ヴュンメ)やヴァルスローデ行きのバスの運行経路上に位置する。キルヒリンテルン内の交通には町営バスもある。

#### 鉄道
町内には3つの鉄道路線がある。
- 町の南部を、1911年からフェルデン＝ヴァルスローダー鉄道が通っていた。現在ではシュテンメンまでに短縮されている。この路線は貨物列車、および保存鉄道として利用されるのみである。
- 町の北西部には、1928年から単線で現在は電化されているフェルデン - ローテンブルク線（ヴェーザー＝アラー鉄道）が走っている。ホルトゥム地区には駅があるが、現在は旅客駅として使われておらず、フェルデンからの遠隔操作で待避所として利用されているだけである。
- 鉄道ユルゼン - ランクヴェーデル線は町域を東西に貫いている。ベンディンクボステル地区の駅の他、1873年から中核部の外れにキルヒリンテルン駅があった。1912年からこの町は保線区長の所在地となった。鉄道は何十年もの間最大の雇用主の一つであった。しかし1970年代以降、この路線は縮小を続けた。旅客輸送は1987年9月26日を最後に行われなくなり、さらにその3年後には貨物輸送も廃止された。ランクヴェルデンから遠隔操作されていた残りの施設は2004年から撤去され、駅舎も解体された。

この町には現在ローカル列車にせよ貨物列車にせよ停車駅はない。最寄りの旅客駅はフェルデン (アラー)、フィッセルヘーヴェデ、ランクヴェーデルにある。

### 社会施設
キルヒリンテルンは、社会養護施設の所在地である。最寄りの病院は、6km離れたフェルデンのアラー＝ヴェーザー病院、あるいはいずれもそれぞれ25km離れた アヒムのアラー＝ヴェーザー病院、ローテンブルク (ヴュンメ)・ディアコニー病院やヴァルスローデのハイデ郡立病院である。

## 引用
1. ↑  Landesamt für Statistik Niedersachsen, LSN-Online Regionaldatenbank, Tabelle A100001G: Fortschreibung des Bevölkerungsstandes, Stand 31. Dezember 2023